# دوغ جونسون
دوغ جونسون (بالإنجليزية: Doug Johnson)‏ هو لاعب كرة قدم أمريكية أمريكي، ولد في 27 أكتوبر 1977 في غينزفيل في الولايات المتحدة.

## وصلات خارجية
- دوغ جونسون على موقع مرجع كرة القدم المحترفة.كوم (الإنجليزية)